# Udviklingsroman
Udviklingsroman betegner en roman, der beskriver en persons hele livsforløb, uden imidlertid at kulminere i en afklaret sluttilstand, som det er tilfældet i dannelsesromanen.
| Bog | Spire Denne artikel om bøger og tidsskrifter er en spire som bør udbygges. Du er velkommen til at hjælpe Wikipedia ved at udvide den. |